# Cinq Femmes marquées
Pour plus de détails, voir Fiche technique et Distribution.
Cinq Femmes marquées (Five Branded Women) est un film italo-américain réalisé par Martin Ritt et sorti en 1960.

## Synopsis
Durant la Seconde Guerre mondiale, des partisans yougoslaves tondent cinq villageoises accusées d’avoir eu des relations avec les nazis. Après la sauvage agression, par les partisans, d’un sergent ennemi soupçonné d’avoir été leur amant, les cinq femmes, bannies, prennent le maquis dans le but de venger leur honneur.

## Fiche technique
- Titre : Cinq Femmes marquées
- Titre d’origine : Five Branded Women
- Réalisation : Martin Ritt, assisté de Bernard Vorhaus et Guido Guerrasio
- Scénario : Michael Wilson, Paul Jarrico, Ivo Perilli d’après le roman d’Ugo Pirro Jovanka e le altre (Jovanka et les autres, Éditions Bompiani, Milan) et Cinq Femmes marquées (Éditions Del Duca, Paris, pour la traduction française)
- Musique : Angelo Francesco Lavagnino
- Direction de la photographie : Giuseppe Rotunno
- Son : Piero Cavazzuti
- Décors : Mario Chiari
- Costumes : Maurizio Chiari, Maria De Matteis
- Montage : Jerry Webb, Renzo Lucidi
- Pays de production :  Italie,  États-Unis
- Période de tournage : début des prises de vues en 1959
- Langue de tournage : anglais
- Producteur : Dino De Laurentiis
- Directeur de production : Bruno Todini
- Sociétés de production : Dino De Laurentiis Cinematografica (Italie), Paramount Pictures (États-Unis)
- Société de distribution : Paramount Pictures
- Format : noir et blanc – son monophonique (Westrex Recording System) – 35 mm
- Genre : drame
- Durée : 115 min
- Date de sortie : 
  - États-Unis : 15 mars 1960

## Distribution
- Silvana Mangano (VF : Sylvie Deniau) : Jovanka, une femme tondue pour avoir été séduite par un sergent allemand qui rejoint avec ses quatre compagnes un groupe de partisans yougoslaves
- Jeanne Moreau : Ljulva, une femme tondue devenue résistante
- Vera Miles : Daniza, une femme tondue devenue résistante
- Barbara Bel Geddes : Marja, une femme tondue devenue résistante
- Carla Gravina : Mira, une femme tondue devenue résistante
- Van Heflin (VF : Serge Nadaud) : Velko, un partisan yougoslave attiré par Jovanka
- Richard Basehart (VF : Hans Verner) : le capitaine Eric Reinhardt, un Allemand fait prisonnier par les cinq femmes
- Steve Forrest : le sergent Paul Keller, un Allemand qui a eu une relation avec les cinq femmes, l'une après l'autre
- Harry Guardino (VF : Serge Lhorca) : Branco, un chef partisan yougoslave qui convoite Daniza
- Alex Nicol (VF : Maurice Dorléac) : Svenko
- Gérard Herter (VF : Charles Millot) : le colonel von Helm, le chef des troupes allemandes
- Romolo Valli (VF : Marc de Georgi) : Mirko
- Giacomo Rossi Stuart (VF : Jacques Thébault) : le frère de Ljulva
- Sidney Clute (VF : Jean Violette) : Milan
- Gérard Landry (VF : Roger Rudel) : le partisan yougoslave de la seconde brigade
- Pietro Germi (VF : Raymond Loyer) : le commandant des partisans yougoslaves
- Teresa Pellati : Boja
- Tonio Selwart